# Dominique Mamberti
Dominique François Joseph Mamberti (Marrakesh, 7 maart 1952) is een Frans geestelijke en een kardinaal van de Rooms-Katholieke Kerk, werkzaam bij de Romeinse Curie.
Mamberti werd geboren in Marokko als zoon van Corsicaanse ouders. Hij werd op 20 september 1981 priester gewijd en trad vervolgens in diplomatieke dienst van de Heilige Stoel. Hij werkte onder meer op de apostolische nuntiaturen in Algerije, Chili en Libanon en bij de delegatie van de Heilige Stoel bij de Verenigde Naties.
Op 18 mei 2002 werd Mamberti benoemd tot apostolisch nuntius voor Soedan en tot apostolisch delegaat voor Somalië. Hij werd tevens benoemd tot titulair aartsbisschop van Sagone; zijn bisschopswijding vond plaats op 3 juli 2002. In 2004 werd hij ook nuntius voor Eritrea.
In 2006 werd Mamberti benoemd tot secretaris voor de Relaties met Staten ("minister van Buitenlandse Zaken" van het Vaticaan) als opvolger van Giovanni Lajolo, die tot president van de Pauselijke Commissie voor de Staat Vaticaanstad benoemd was.
Op 8 november 2014 volgde de benoeming van Mamberti tot prefect van de Apostolische Signatuur en tot president van het Hooggerechtshof van Vaticaanstad. Op 28 april 2015 werd hij tevens benoemd tot president van de Commissie voor Advocaten.
Mamberti werd tijdens het consistorie van 14 februari 2015 kardinaal gecreëerd. Hij kreeg de rang van kardinaal-diaken. Zijn titeldiakonie werd de Santo Spirito in Sassia.
Mamberti trad op 1 januari 2024 af als president van het Hooggerechtshof van Vaticaanstad.
Op 28 oktober 2024 werd Mamberti, na het overlijden van Renato Martino, benoemd tot kardinaal-protodiaken. Hij was degene die met het habemus papam de verkiezing van Robert Francis Prevost tot paus bekendmaakte en aankondigde dat diens naam Leo XIV zou zijn. Hij deed dat met de volgende woorden:
{{Ik verkondig u met grote vreugde; wij hebben een Paus! De meest eminente en Eerwaarde Heer, de Heer [Robert Francis], kardinaal van de Heilige Roomse Kerk, [Prevost], die de naam [Leo XIV] heeft aangenomen.}}
- Gemeinsame Normdatei: 1147162816
- International Standard Name Identifier: 0000 0003 5816 6962
- Système universitaire de documentation: 108839214
- Virtual International Authority File: 203252524
- WorldCat: E39PBJtcD6rgrMhh3wRwMGYtrq